# 圣伯努瓦 (维埃纳省)
圣伯努瓦（法語：Saint-Benoît，法語發音：[sɛ̃ bənwa] ⓘ）是法国新阿基坦大区维埃纳省的一个市镇，位于该省中部，省会普瓦捷南侧，属于普瓦捷区和大普瓦捷城市公共社区。圣伯努瓦是普瓦捷市区南部的重要近郊居民区，圣伯努瓦－拉罗谢尔铁路和巴黎－波尔多铁路在境内交汇。

## 地理
圣伯努瓦（46°32'59"N, 0°20'30"E）面积13.58 平方千米，位于法国新阿基坦大区维埃纳省，该省份为法国中西部省份，北起曼恩-卢瓦尔省和安德尔-卢瓦尔省，西接德塞夫勒省，南至夏朗德省，东南接上维埃纳省，东临安德尔省。
与圣伯努瓦接壤的市镇（或旧市镇、城区）包括：利居热、米尼亚卢-博瓦尔、努阿耶莫佩尔蒂、普瓦捷、斯马尔沃。
圣伯努瓦的时区为UTC+01:00、UTC+02:00（夏令时）。

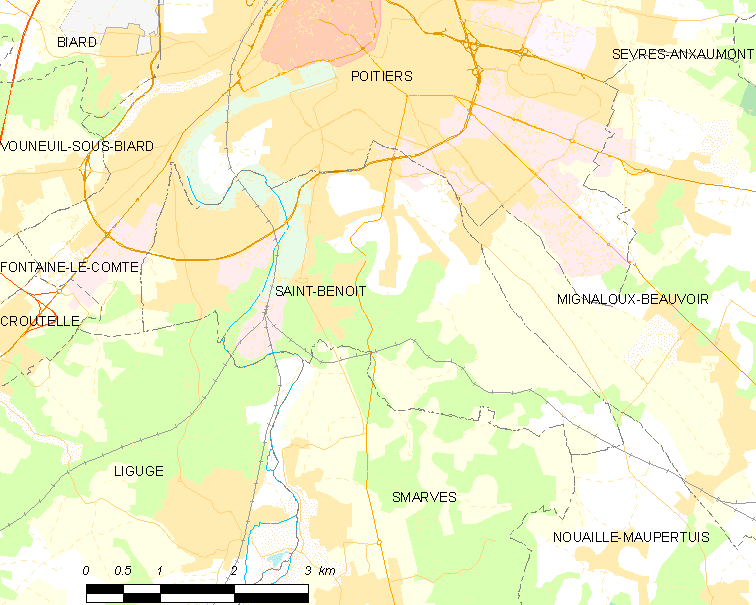
圣伯努瓦的OSM定位图

## 行政
圣伯努瓦的邮政编码为86280，INSEE市镇编码为86214。

## 政治
圣伯努瓦所属的省级选区为普瓦捷第五县。

## 人口

1962-2008年间圣伯努瓦人口变化图示

圣伯努瓦于2022年1月1日时的人口数量为7306人。